# Шайхі Маннур
Шайхі Маннур (рос. Шайхелислам Фархуллович Маннуров; нар. 15 січня 1905, с. Тулбай (нині Тулбаєво) Мамадиського повіту Казанської губернії — пом. 11 червня 1980, Казань, СРСР) — радянський татарський поет, письменник, перекладач.

## Життєпис
Народився в бідній селянській родині, початкову освіту здобув в медресе, потім навчався в світській школі і на педагогічних курсах в Мамадиші. У 1921 році разом з сім'єю переїхав до Кузбасу, де почав працювати на шахті Анжерки-Судженки. У 1923 році вступив на навчання в Свердловську партійну школу і тоді ж дебютував у пресі — в ряді газет спочатку Уралу, а потім Казані і Москви були опубліковані його вірші і нариси.
У 1924 році він на три роки поїхав до Сибіру, де жив в різних місцях і працював на різних роботах. У 1927—1929 роках служив в армії. Після завершення військової служби поїхав на Донбас, де влаштувався на роботу спочатку прокатником на металургійному заводі, пізніше був шкільним учителем і бетонщиком на будівництві Дніпропетровської ГЕС; там же він активізував свою літературну діяльність. Пізніше він протягом деякого часу працював в редакції татаромовної газети «Ешче» («Робочий»), а в 1933 році переїхав до Казані, де в 1937 році закінчив Казанський педагогічний університет. В період Другої світової війни перебував на фронті в якості військового кореспондента, в 1944 році вступив в КПРС (проте згодом був виключений з партії за позицію щодо деяких питань). У 1946 році був призначений завідувачем літературною частиною Казанського театру опери та балету імені М. Джаліля і працював на цій посаді до 1948 року. З 1949 року і до кінця життя був професійним письменником.

## Нагороди
- 1939 — Орден Трудового Червоного Прапора;
- 1975 — Орден Дружби народів.